# Jean Zinniker
Jean Zinniker (ur. 26 kwietnia 1952) – szwajcarski judoka. Olimpijczyk z Moskwy 1980, gdzie zajął ósme miejsce w wadze ciężkiej.
Uczestnik mistrzostw świata w 1973, 1979, 1981 i 1983 roku. Piąty na mistrzostwach Europy w 1983. Uczestnik turniejów międzynarodowych.

## Letnie Igrzyska Olimpijskie 1980
| Konkurencja | Eliminacje   | Eliminacje             | Eliminacje           | Klas. końcowa |
| Konkurencja | Przeciwnik I | Przeciwnik II          | Przeciwnik III       | Miejsce       |
| ----------- | ------------ | ---------------------- | -------------------- | ------------- |
| +95 kg      | wolny los Z  | Abdoulaye Kote (SEN) Z | Paul Radburn (GBR) P | 8.            |